# Lekkanaal
Het Lekkanaal is een kanaal in de Nederlandse provincie Utrecht. Het kanaal is nog geen vier kilometer lang en verbindt het Amsterdam-Rijnkanaal met de Lek. Het ligt oostelijk van het Merwedekanaal en de woonwijken van Nieuwegein. Ruim een kilometer ten noorden van de aansluiting op de Lek liggen de Prinses Beatrixsluizen. Dit sluizencomplex en het kanaal werden officieel geopend op 4 augustus 1938 en in gebruik genomen op 5 augustus. Na de opening vormde het kanaal een aanzienlijke verkorting van de vaarroute van Rotterdam naar Amsterdam en vice versa.
Er liggen drie bruggen over het kanaal: 
- Dubbele naamloze brug direct ten noorden van de Prinses Beatrixsluizen. Deze verbinden Nieuwegein met de afslag Nieuwegein van de A27;
- De Overeindsebrug die vanuit Nieuwegein leidt naar de plofsluis en de Nieuwe Heemstederbrug (fietsbrug);